# Håkon Lorentzen
Håkon Holmefjord Lorentzen (* 2. August 1997 in Bergen) ist ein norwegischer Fußballspieler im offensiven Mittelfeld.

## Karriere

### Verein
Håkon Lorentzen wechselte in der Jugend 2012 von Løv-Ham Fotball zu Brann Bergen. Am 8. Mai 2013 debütierte er mit Bergen am 8. Spieltag der Saison 2013 im Alter von 15 Jahren gegen Start Kristiansand in der Tippeligaen. Sein erstes Profitor erzielte Håkon Lorentzen am 10. November 2013 gegen Tromsø IL. Damit wurde Lorentzen der jüngste Torschütze in der Geschichte der Tippeligaen. Von März 2015 bis Juli 2015 war er an Åsane Fotball verliehen.

### Nationalmannschaft
Im September 2013 erzielte Håkon Lorentzen für die norwegische U-17-Nationalmannschaft in der ersten Qualifikationsrunde zur U-17-Europameisterschaft 2014 einen Doppelpack gegen Zypern und ein weiteres Tor gegen Moldawien. Gegen die Türkei und Polen gelang ihm in der anschließenden Eliterunde im März 2014 jeweils ein weiterer U-17-Länderspieltreffer.